# Tremella steidleri
Tremella steidleri är en svampart som först beskrevs av Giacopo Bresàdola, och fick sitt nu gällande namn av Bourdot & Galzin 1928. Tremella steidleri ingår i släktet Tremella och familjen Tremellaceae.   Inga underarter finns listade i Catalogue of Life.